# 白無垢
白無垢（しろむく）とは、表裏白一色で仕立てた和服である。
和服でいう「無垢仕立て」は、表地と裏地とを共生地で仕立てた着物のことである。
古来、日本では白を神聖な色として、祭服の色に用いた。
室町時代末期から江戸時代にかけて、白無垢は、花嫁衣裳、出産、葬礼、経帷子（きょうかたびら）、切腹の際の衣服とされた。
明治時代に洋式慣行が入って以降、葬礼等に用いる衣服が黒とされるようになり、白無垢は結婚式（神前挙式）で花嫁が着用する婚礼衣装と式服の下着に残るのみである。
下着を白無垢にするのは高貴の風である。

## 参考資料
- 文化出版局『服飾辞典』